# Брудні
«Брудні» — український гараж-панк гурт з Києва.

## Історія
Гурт засновано 2015 року в Києві.
У грудні 2016 колектив презентував відеокліп на свій перший сингл «Сонце Зайде». Його режисером став товариш учасників дуету Тарас Голубков.
Дебютний мініальбом гурту «Чому Брудні» вийшов у 21 листопада 2017 року. Кліп на однойменну пісню знімали в Києві під керівництвом режисера Тараса Голубкова.
Гурт активно виступає, в тому числі на фестивалях Файне місто, Тарас Бульба, Lviv Acoustic Fest. Також гурт є переможцями на музичному конкурсі Koza Music Battle 2017 у Тернополі, де змагалися найкращі молоді гурти з усієї країни.
У жовтні 2018 року гурт презентував новий альбом «Київ», що присвячений містам і коханим людям. До платівки увійшло 11 треків, 8 з яких нові та ще три — бонусних. Запис альбому відбувався на студії Lipkyzvukozapys, яка співпрацювала із Stoned Jesus, Epolets та іншими.
Також гурт анонсував новий кліп на пісню «До Середи», який вийшов 13 листопада того ж року.
Пісня з альбому «Лишилася одна» стала саундтреком до фільму «Дике поле» за романом Сергія Жадана «Ворошиловград».
2019 року «Брудні» стали спеціальним гостем концерту британського гурту Blood Red Shoes в українській столиці.

## Склад
- Данило Чумак — вокал, бас;
- Наталя Галич — ударні.

## Дискографія
2016 — «Сонце зайде» (сингл)
2017 — «Чому Брудні» (ЕР)
2018 — «Марина» (сингл)
2018 — «Київ»

### Кліпи
2016 — «Сонце зайде»
2017 — «Чому Брудні»
2018 — «До Середи»